# Leucoptera astragali
Leucoptera astragali là một loài bướm đêm thuộc họ Lyonetiidae. Nó được tìm thấy ở Bồ Đào Nha và Tunisia.
Ấu trùng ăn Astragalus lusitanicus. Chúng ăn lá nơi chúng làm tổ. 